# Korytyszcze (rejon turczański)
Korytyszcze (ukr. Коритище) – wieś na Ukrainie, w obwodzie lwowskim, w rejonie drohobyckim (do 2020 roku w rejonie turczańskim) nad Stryjem. Miejscowość liczy około 171 mieszkańców. 